# 인항고등학교
인항고등학교(仁港高等學校)는 대한민국 인천광역시 미추홀구 용현동에 있는 사립 고등학교이다.

## 학교 연혁
- 1987년 3월 17일 : 학교 설립 발기인회 개최, 초대 이사 선임 및 정한주 이사장 취임
- 1987년 9월 10일 : 학교 시설 착공
- 1987년 12월 31일 : 문교부 학교 설립 인가(8학급)
- 1988년 3월 1일 : 초대 한성완 교장 취임
- 1988년 3월 2일 : 제1회 입학식(451명)
- 1990년 9월 : 제1회 인항제(황해벌대동제) 개최
- 1991년 2월 9일 : 제1회 졸업식(431명)
- 2000년 3월 2일 : 다목적 체육관 '인항관' 준공
- 2002년 9월 27일 : 제7차 교육과정 교실증축공사 준공(19.5실)
- 2005년 8월 29일 : 인항디지털도서관 '글나루' 개관
- 2007년 12월 19일 : 제4대 이해우 이사장 취임
- 2007년 12월 20일 : 인항 천문대 설립
- 2012년 2월 10일 : 냉난방 개선 공사 완공
- 2017년 2월 7일 : 제27회 졸업식(237명) 총 10,508명
- 2017년 9월 1일 : 제8대 정경수 교장 취임

## 참고 자료
- 인항고등학교 - 한국교육학술정보원 학교알리미